# Associação Ferroviária de Esportes (féminines)
Maillots
Actualités
Dernière mise à jour : 14 avril 2020.
L' Associação Ferroviária de Esportes est un club féminin de football brésilien situé dans la ville d'Araraquara dans l'État de São Paulo. Il est créé en 2001 comme section féminine du club masculin du même nom et dont il partage le stade, le stade Fonte Luminosa.
Ferroviária est un des clubs féminins les plus titrés du pays avec deux victoires en championnat du Brésil, une victoire en Coupe du Brésil et deux victoires en Copa Libertadores.

## Histoire
L' Associação Ferroviária de Esportes est un club pionnier dans le football féminin brésilien, déjà dans les années 80 il existe une section féminine qui en 1987 atteint la finale du championnat de São Paulo. Lorsque ce championnat est arrêté, l'activité de la section de football féminin est également mis à l'arrêt.
En 2001, avec l'aide de la société Pão de Açúcar, la municipalité refonde un club féminin sous le nom de Extra/Fundesport. L'équipe gagne trois fois le championnat local jusqu'en 2006. En 2007 le club Associação Ferroviária de Esportes rachète les parts du sponsor principal, Pão de Açúcar et continue la collaboration avec Fundesport, l'organisation municipale (Fundação de Amparo ao Esporte do Município de Araraquara).
De 2013 à 2015, le club gagne le championnat de São Paulo (2013), le doublé Championnat et Coupe du Brésil (2014) et la Copa Libertadores féminine (2015). C'est la première fois qu'une entraîneuse, en l’occurrence Tatiele Silveira, remporte le titre national.
En 2019, Ferroviária remporte à la surprise générale son deuxième titre de champion, le club termine le championnat régulier à la 7e place mais remporte tous ces matchs du tournoi final aux tirs au but, jusqu'à la finale contre Corinthians, le champion sortant, (aller 1-1, retour 0-0, puis 4-2 aux tirs au but).
Le 21 mars 2021, le club remporte sa deuxième Copa Libertadores féminine.

## Palmarès
- Championnat du Brésil :
  - Champion en 2014 et 2019

- Coupe du Brésil :
  - Vainqueur en 2014
  - Finaliste en 2015

- Copa Libertadores féminine :
  - Vainqueur en 2015 et 2020
  - Finaliste en 2019